# Othman Boussaid
Othman Boussaid (en arabe : عثمان بوسعيد), né le 7 mars 2000 à Courtrai en Belgique, est un footballeur belgo-marocain qui joue au poste d'attaquant à Al Nasr SC.

## Biographie

### En club

#### Débuts en Belgique (2017-2018)
Othman Boussaid intègre pour la première fois l'équipe première du Lierse SK à l'âge de 17 ans, à l'occasion des play-offs 2 du championnat de Belgique 2016-2017. Le 13 mai 2017, il joue son premier match professionnel face à Waasland-Beveren, à l'occasion de la 8e journée des play-offs 2, en remplaçant Jonas Vinck, blessé à la 83e minute. Le Lierse SK finit par perdre la rencontre 3 à 2.
Le Lierse SK n'ayant fini qu'à la deuxième place lors des deux périodes de deuxième division belge derrière le Royal Antwerp et le KSV Roeselare, le club anversois et Othman Boussaid restent en deuxième division belge pour la saison 2017-2018.
Le 5 août 2017, à l'occasion de la première journée de Proximus League 2017-2018 face à l'OH Louvain, Othman rentre à la 54e minute de jeu et 6 minutes plus tard il marque son premier but sous les couleurs du Lierse, la rencontre se termine sur le score de 2 à 2. Ce but a fait de lui le buteur le plus jeune de l'histoire du championnat de Belgique de deuxième division pendant plus de 3 ans jusqu'à ce que Cisse Sandra (de la réserve du Club Bruges) marque un but le 30 août 2020 à l'âge de 16 ans, 8 mois et 14 jours.

#### FC Utrecht (2018-2024)
Le 9 mai 2018, le Lierse SK est officiellement en faillite, ce qui fait que tous les joueurs peuvent partir librement dans d'autres clubs. Quelques clubs étaient intéressés par la venue d'Othman Boussaid (notamment plusieurs clubs de l'élite belge mais aussi Manchester City) mais c'est finalement au FC Utrecht qu'Othman décide d'aller. Il signe un contrat de 3 ans avec une année en option et intègre directement l'équipe première.

##### Prêt au NAC Breda (2019-2020)
Le 19 août 2019, le site officiel du NAC Breda annonce l'arrivée d'Othman en prêt pour une durée d'une saison. Il met un peu de temps à s'acclimater mais va très vite réaliser de grandes performances, permettant au NAC Breda de rester dans le haut du tableau pendant quasiment l'entièreté de la saison. Malheureusement, à cause de la Pandémie de Covid-19, le football aux Pays-Bas s'arrête et le 24 avril 2020 la KNVB (fédération néerlandaise de football) décide d'arrêter tous les championnats néerlandais.
Le NAC Breda finit alors 5e de Jupiler League 2019-2020 et Othman Boussaid finit sur un bilan d'un but et de sept passes décisives en 26 matchs joués.

### En sélections nationales
Avec les moins de 17 ans, il inscrit un but lors d'un match amical contre l'Arménie, en janvier 2017.
Avec les moins de 19 ans, il se met en évidence lors des éliminatoires du championnat d'Europe, en étant l'auteur d'un doublé face à l'Ukraine, en mars 2019. Il ne peut toutefois empêcher la défaite de son équipe sur le score de 2-5.
Le 9 octobre 2020, il reçoit sa première sélection avec les espoirs, contre le Pays de Galles. Ce match gagné sur le score sans appel de 5-0 rentre dans le cadre des éliminatoires de l'Euro espoirs 2021.

### Style de jeu
Jordy Zuidam, directeur technique du FC Utrecht, compare Othman Boussaid à Dries Mertens. Il déclare : "On peut le comparer à Dries Mertens, pas très grand mais il a une énorme motivation, de la vitesse et est techniquement très compétent.".

## Statistiques

### En club
| Saison                | Club                   | Championnat           | Championnat | Championnat | Championnat | Coupe nationale | Coupe nationale | Coupe nationale | Coupe de la Ligue | Coupe de la Ligue | Coupe de la Ligue | Compétition(s) continentale(s) | Compétition(s) continentale(s) | Compétition(s) continentale(s) | Compétition(s) continentale(s) | Autres compétitions | Autres compétitions | Autres compétitions | Autres compétitions | Total | Total | Total |
| Saison                | Club                   | Division              | M.          | B.          | P.d.        | M.              | B.              | P.d.            | M.                | B.                | P.d.              | Comp.                          | M.                             | B.                             | P.d.                           | Comp.               | M.                  | B.                  | P.d.                | M.    | B.    | P.d.  |
| 2016-2017             | Lierse SK              | Division 1B           | -           | -           | -           | -               | -               | -               | -                 | -                 | -                 | -                              | -                              | -                              | -                              | PO2                 | 3                   | 0                   | 0                   | 3     | 0     | 0     |
| 2017-2018             | Lierse SK              | Division 1B           | 8           | 1           | 0           | 0               | 0               | 0               | -                 | -                 | -                 | -                              | -                              | -                              | -                              | PO2                 | 6                   | 0                   | 0                   | 14    | 1     | 0     |
| Sous-total            | Sous-total             | Sous-total            | 8           | 1           | 0           | 0               | 0               | 0               | 0                 | 0                 | 0                 | -                              | 0                              | 0                              | 0                              | -                   | 9                   | 0                   | 0                   | 17    | 1     | 0     |
| 2018-2019             | FC Utrecht             | Eredivisie            | 17          | 1           | 0           | 0               | 0               | 0               | -                 | -                 | -                 | -                              | -                              | -                              | -                              | PO                  | 2                   | 0                   | 0                   | 19    | 1     | 0     |
| 2020-2021             | FC Utrecht             | Eredivisie            | 26          | 2           | 2           | 1               | 0               | 0               | -                 | -                 | -                 | -                              | -                              | -                              | -                              | PO                  | 2                   | 0                   | 0                   | 29    | 2     | 2     |
| 2021-2022             | FC Utrecht             | Eredivisie            | 22          | 0           | 5           | 2               | 1               | 0               | -                 | -                 | -                 | -                              | -                              | -                              | -                              | PO                  | 2                   | 0                   | 1                   | 26    | 1     | 6     |
| 2022-2023             | FC Utrecht             | Eredivisie            | 32          | 3           | 5           | 4               | 0               | 2               | -                 | -                 | -                 | -                              | -                              | -                              | -                              | PO                  | 2                   | 0                   | 0                   | 38    | 3     | 7     |
| 2023-2024             | FC Utrecht             | Eredivisie            | 29          | 4           | 3           | 1               | 0               | 0               | -                 | -                 | -                 | -                              | -                              | -                              | -                              | PO                  | 2                   | 0                   | 0                   | 32    | 4     | 3     |
| Sous-total            | Sous-total             | Sous-total            | 126         | 10          | 15          | 8               | 1               | 2               | 0                 | 0                 | 0                 | -                              | 0                              | 0                              | 0                              | -                   | 10                  | 0                   | 1                   | 144   | 11    | 18    |
| 2018-2019             | Jong FC Utrecht (prêt) | Eerste Divisie        | 3           | 0           | 1           | -               | -               | -               | -                 | -                 | -                 | -                              | -                              | -                              | -                              | -                   | -                   | -                   | -                   | 3     | 0     | 1     |
| 2020-2021             | Jong FC Utrecht (prêt) | Eerste Divisie        | 6           | 1           | 0           | -               | -               | -               | -                 | -                 | -                 | -                              | -                              | -                              | -                              | -                   | -                   | -                   | -                   | 6     | 1     | 0     |
| 2021-2022             | Jong FC Utrecht (prêt) | Eerste Divisie        | 4           | 0           | 1           | -               | -               | -               | -                 | -                 | -                 | -                              | -                              | -                              | -                              | -                   | -                   | -                   | -                   | 4     | 0     | 1     |
| 2019-2020             | NAC Breda (prêt)       | Eerste Divisie        | 22          | 0           | 6           | 4               | 1               | 1               | -                 | -                 | -                 | -                              | -                              | -                              | -                              | -                   | -                   | -                   | -                   | 26    | 1     | 7     |
| Sous-total            | Sous-total             | Sous-total            | 35          | 1           | 8           | 4               | 1               | 1               | 0                 | 0                 | 0                 | -                              | 0                              | 0                              | 0                              | -                   | 0                   | 0                   | 0                   | 39    | 2     | 9     |
| 2024-2025             | Al Nasr SC             | UAE Pro League        | 26          | 2           | 3           | 1               | 0               | 0               | 4                 | 0                 | 0                 | CGCC                           | 6                              | 0                              | 1                              | -                   | -                   | -                   | -                   | 37    | 2     | 4     |
| Total sur la carrière | Total sur la carrière  | Total sur la carrière | 195         | 14          | 26          | 13              | 2               | 3               | 4                 | 0                 | 0                 | -                              | 6                              | 0                              | 1                              | -                   | 19                  | 0                   | 1                   | 237   | 16    | 31    |